# Werner Labbé
Werner Labbé (* 3. Juli 1909 in Rheydt; † 3. April 1989) war ein deutscher Maler, Illustrator und Grafiker.

## Leben und Ausbildung
Werner Labbé wurde am 3. Juli 1909 in Rheydt als elftes von dreizehn Kindern geboren. Sein Vater war Kunstschmied. Von 1923 bis 1927 absolvierte er in Mönchengladbach eine Lehre als Lithograph. Im Anschluss daran studierte er bis 1933 an der Kunstgewerbeschule in Krefeld; in diesem Zeitraum (1928–1930) war er Angestellter in einer Wuppertaler Plakatdruckerei, wo auch seine ersten Plakatentwürfe entstanden.

## Künstlerisches Schaffen
Ab 1933–1936 hielt er sich in Paris auf, wo erste Illustrationen und Gebrauchsgrafiken entstanden. Er unternahm Reisen nach Italien sowie nach Nordafrika und suchte Künstlerfreundschaften in aller Welt. In Paris lernte er den Schülerkreis des Theoretikers der französischen Moderne, André Lhote kennen, sowie Cocteau, Léger und andere bedeutende Maler und Schriftsteller.
1936 kehrte er zurück an den Niederrhein, wo er eng mit den Künstlern des Jungen Rheinlandes zusammenarbeitete.
Von 1939 bis 1945 war er Soldat in Russland und in der Normandie. Am 1. Januar 1945 wurde er verwundet. Er verlor vier Finger der linken Hand und kam in amerikanische Kriegsgefangenschaft bei Compiègne, wo er Heinrich Böll kennen lernte, für den er später viele Buchtitel entwarf.
Von 1945 bis 1959 war er in Köln als Illustrator, Plakatgestalter und Maler tätig. Er lernte Künstler wie Haubrich, Hoff, Gies, Jatho, Berke, Meistermann und andere kennen. Zahlreiche Buchverlage wie Fischer, Büchergilde Gutenberg Frankfurt (zum Beispiel illustrierte er das Kinderbuch „Piet und seine Brüder“ von Edgar Walsemann), Kiepenheuer & Witsch, Droste und Bastion-Verlag engagierten ihn. Er illustrierte Bücher von Heinrich Böll, Annette Kolb, Lisa Tetzner, Remarque und Balzac.
1952–1954 erhielt er durch  Georg Meistermann einen Lehrauftrag am städtischen Kunst-Institut (Städel) in Frankfurt.
1953 lebte er mit seiner Familie in Neuss. Er reiste wiederholt nach Italien, nahm an der Biennale in Venedig teil, wo er mit dem Marzotto-Preis ausgezeichnet wurde.
In den Jahren 1964 und 1965 hielt er sich in Frankreich auf. Hier entstanden in der Provence eine Reihe von Bildkompositionen, die 1965 in Paris und 1966 in Mönchengladbach ausgestellt wurden.
1965–1975 zog er sich in ein einsames Ardennendorf in Belgien zurück, um sich dem für ihn Wesentlichen, nämlich der Malerei und Grafik unbeeinflusst widmen zu können.
1973 lernte er den Galeristen Willi Kocken in Kevelaer kennen, mit dem er seit dieser Zeit befreundet war. Zahlreiche Briefe und Ausstellungen in der Galerie Kocken sind Ausdruck dieser Verbundenheit.
Von 1975 bis 1977 lebte er in Spanien im Fischerdorf Sabinella. Es entstanden Aquarelle, Ölbilder und Kaltnadelradierungen aus der spanischen Landschaft und Folklore.
1979–1989 lebte er wieder in den belgischen Ardennen als Maler und Grafiker, wo er am 3. April 1989 im Alter von fast 80 Jahren starb.